# هشام لحلو
هشام لحلو ، ولد في 6 فبراير 1973 بالرباط ، هو مصمم مغربي .و شخصية مرموقة في عالم الهندسة المعمارية والتصميم ، حيث ساهم في نشر ثقافة التصميم، وعزّز صورة المغرب المعاصر والمبدع، وأرسى دعائم التصميم الصناعي في المغرب. ويعدّ أسلوبه في التصميم مزيجاً من عبق التاريخ والخلفيات الثقافية ،كما يجمع فيه بين التراث والحداثة.

## سيرته
شَغُفَ بالرسم منذ طفولته. و في سن الرابعة عشرة، سافر إلى الولايات المتحدة . و بعد حصوله على البكالوريا، واصل دراسته في باريس و انتسب إلى أكاديمية شاربنتييه . بعد خمس سنوات، بدأ مسيرته المهنية بالعمل في شركة Airbus Industrie وSiemens في تولوز ، ثم من خلال التعاون مع مهندسين معماريين مثل عزيز لزرق. في عام 1999، أبدع مجموعته الأولى من القطع المستوحاة من التراث المغربي مبتعدا عن الطابع الفولكلوري، وتضمنت إبريق شاي (أطلق عليه اسم القُبَّة ) ومنضدة ثلاثية القوائم مصنوعة من الفولاذ.,.
وفي سنة 2008 وقع عليه الاختيار ليكون إسمه ضمن كتاب " في الوطن العربي... والآن" الصادر عن دار نشر إنريكو نافارا في باريس إلى جانب شخصيات مهمة مثل جان نوفيل ، ورون أراد ، وأندريه بوتمان ، وكريم رشيد ، وزها حديد ، وتاداو أندو. كما شارك في الذكرى السنوية العاشرة لـ "مرصد التصميم" والذي أُقيم في الفترة من 23 أكتوبر إلى 9 مارس من سنة 2009 في مدينة العلوم والصناعة في باريس .
و خلال السنوات التي تلت عام 2010 ، واصل الترويج للتصميم المغربي والشمال إفريقي ، و مسلطاً الضوء أيضا على مصممين آخرين من القارة. وعلى وجه الخصوص، كما أنشأ في نيويورك مشروع "جائزة وأيام التصميم الإفريقي" (ADA & ADD). و في سنة 2015، دخلت أعماله متحف فيترا للتصميم في فايل أم راين في ألمانيا قرب بازل في أعقاب معرض "صنع في أفريقيا - قارة التصميم" ، كما دخلت أيضا أعماله متحف غوغنهايم في بلباو. وفي سنة 2015 أيضا، خصص فندق رويال منصور مراكش أمسية تكريمية له في شهر دجنبر خلال مهرجان مراكش الدولي للسينما,.
و يشغل هشام لحلو منذ سنة 2017 مقعدا في مجلس إدارة المجلس الدولي لجمعيات التصميم الصناعي ، وفي أكتوبر 2019، تم تعيينه مستشاراً للمنظمة في إفريقيا.

## بعض المعارض الجماعية والفردية التي شارك فيها
- Octobre 1999 à avril 2000 : exposition « Regard sur Le design au Maroc» à l’Institut du monde arabe à Paris durant l'Année du Maroc en France.
- Mai 2000 : prolongation de L’exposition « Regard sur Le design au Maroc» à la Galerie Nationale « Bab Rouah » à Rabat.
- Janvier 2004 : Design Lab du Salon du Meuble de Paris.
- Janvier 2005 : première édition de Maroc Design Trophée 2005. Premier prix «Trophée des Designers» décerné par les confrères pour Le Service à Café et à «The Dar».
- Mars 200S à mars 2006 : exposition collective de designers et d'artistes marocains au musée du monde à Rotterdam, en Hollande, acquisition de deux théières par Le musée. (première acquisition à L’international d'un objet de design made in Morocco)
- 2006 : Maroc Design 2006.
- Septembre 2007 : Hicham Lahlou, à l’honneur à Scènes d'intérieur, Salon Maison et Objet à Paris.
- Octobre/novembre 2007 : exposition rétrospective de Hicham Lahlou, « de la Théière à la Ville », à l’institut Français de Rabat.
- Février/mars 2008 : musée public national d’art moderne et contemporain d’Alger (MAMA), Maghreb Nouveau Design
- Février à août 2008: Vitra Design Museum, Allemagne.
- Juin 2008 : Basel Art.
- Septembre 2008 : Now design; Maison et Objet Paris.
- Octobre 2008 : Arabia Expo Moscou.
- Octobre 2008 à mars 2009 : Observateur du Design « Fête ses 10 ans ! Les collections Almodovar et Dar que Hicham Lahlou expose du 23 octobre 2008 au 9 mars 2009 à la Cité des sciences et de l'industrie à Paris.
- Novembre 2008 : « Art Paris» novembre 2008, Abou Dhabi, Émirats arabes unis. La théière Koubba 2006 Exposée avec la Galerie Enrico Navarra avec une création de Ron Arab.
- Mars à septembre 2015 : exposition Making Africa – A Continent of Design au Vitra Design Museum à Weil am Rhein en Allemagne.
- Décembre 2016 : Out of the Box, galerie Delacroix, Tanger.